# Muzeul Romano-Germanic
Muzeul Romano-Germanic (în germană Römisch-Germanisches Museum) este un muzeu de arheologie din Köln, Germania. Muzeul deține un număr mare de artefacte din perioada romană ce provin din urba romană Colonia Agrippina, peste care este construit actualul oraș Köln. Muzeul protejează situl original al unei vile romane, din care supraviețuiește un mare mozaic ce-l înfățișează pe zeul grec Dionis. Muzeul mai protejează și parte din drumul care ducea la vilă.